# 1948年義大利大選

各選區選舉結果

1948年義大利大選在1948年4月18日舉行，選出意大利共和國第一屆議會成員。外國勢力明顯參與了這次選舉。美國和英國支援了天主教民主黨，蘇聯則和意大利共產黨有密切關係。基督教民主黨是這次選舉的勝利者，成為議會最大黨派。